# Palazzo Mazziotti
El Palazzo Mazziotti es un palacio monumental situado en Spaccanapoli, en pleno centro histórico de Nápoles, Italia.

## Historia y descripción

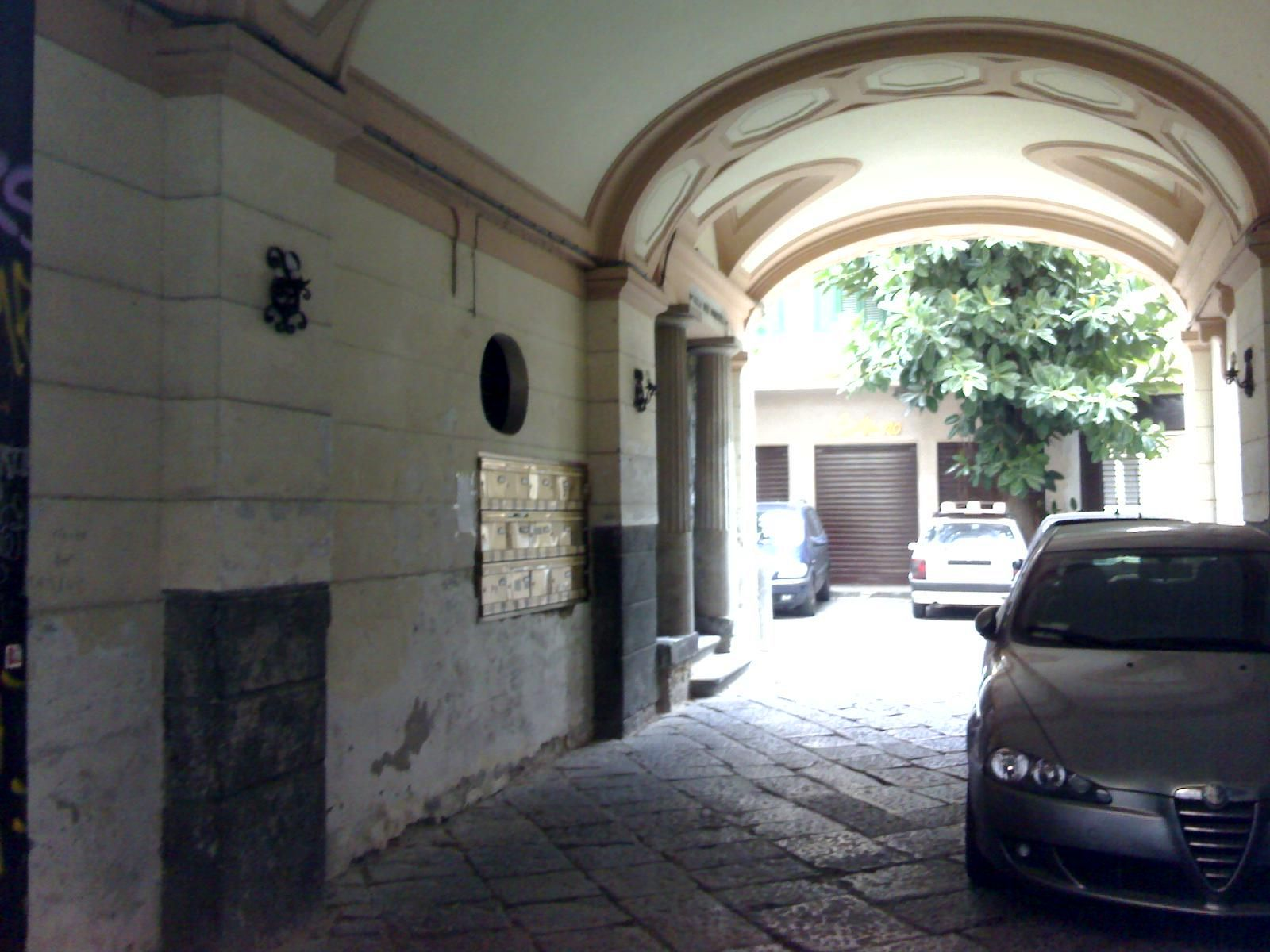
Vista hacia el patio. A la izquierda son visibles las columnas neoclásicas.

El palacio fue construido a principios del siglo XIX, durante el periodo de dominación francesa, sobre las preexistentes estructuras del claustro de la Iglesia de San Francesco delle Monache (siglo XVII), para ser la residencia ciudadana de la familia Mazziotti, barones de Celso. Como esta ya poseía otra residencia, Villa Mazziotti en Posillipo, el nuevo edificio fue llamado también Palazzo Mazziotti a Trinità Maggiore (del viejo nombre de la calle, Via Trinità Maggiore), para evitar confusiones.
El patio reutiliza los arcos del antiguo claustro. La entrada a la escalera del vestíbulo, de estilo neoclásico, se caracteriza por dos culumnas coronadas por una epígrafe "a la paz doméstica".